# Porfírio Pardal Monteiro
Porfírio Pardal Monteiro (* 1897 in Pêro Pinheiro, Sintra; † 1957 in Lissabon) war ein portugiesischer Architekt. Zusammen mit einer Gruppe von Architekten wie Cottinelli Telmo, Cassiano Branco, Carlos João Chambers Ramos, Luís Cristino da Silva und Jorge Segurado leitete er in Portugal die Wende zur Moderne ein.
1910–1919 studierte er an der Kunsthochschule Lissabon (Escola de Belas Artes de Lisboa), wo er Schüler von José Luís Monteiro war und gleichzeitig im Atelier von Miguel Ventura Terra arbeitete. Er wurde mehrfach mit dem Prémio Valmor ausgezeichnet.

## Werke
- 1920: Avenida da República, n.º 49 (Prémio Valmor)
- 1923: Tempel der Adventistenkirche
- 1923: Gebäude der Caixa Geral de Depósitos
- 1925–1928: Bahnhof Cais do Sodré
- 1927: Campus und Bauten des Instituto Superior Técnico
- 1928: Palacete Vale Flor (Prémio Valmor)
- 1929: Avenida 5 de Outubro, nº 207 a 215 (Prémio Valmor)
- 1931: Statistikinstitut
- 1933: Igreja de Nossa Senhora de Fátima (Prémio Valmor 1938)
- 1940: Gebäude des Diário de Notícias (Prémio Valmor)
- 1949: Laboratório Nacional de Engenharia Civil
- Philosophische und Juristische Fakultät der Universität Lissabon
- Campus des Instituto Superior Técnico
- Neubau der Biblioteca Nacional de Portugal
- Hotel Tivoli
- 1952–1959: Hotel Ritz